# Auguste Escoffier
Pour les articles homonymes, voir Escoffier.
Auguste Escoffier, né le 28 octobre 1846 à Villeneuve-Loubet (France) et mort le 12 février 1935 à Monte-Carlo (Monaco), est un chef cuisinier, restaurateur et auteur culinaire français. Il a créé le métier de cuisinier vers les années 1910. 
Il a été qualifié de « roi des cuisiniers, cuisiniers des rois », comme l'avaient été avant lui Marie-Antoine Carême — premier à codifier la grande cuisine — et Édouard Nignon,. Il a codifié, modernisé et professionnalisé la cuisine raffinée des palaces hôteliers. Créant dans des établissements de prestige de nombreuses recettes, reprises ensuite par d'autres chefs, il a fait connaître internationalement la cuisine française. 
Il a fait œuvre d'écrivain culinaire et a influencé les générations suivantes.
Escoffier a ainsi développé le concept de brigade de cuisine en rationalisant la répartition des tâches dans l'équipe et en veillant à l'image de marque du cuisinier (propre, méticuleux, non buveur, non fumeur, ne criant pas).
En 1928, ce chef, le plus célèbre de son temps, a été le premier cuisinier à devenir officier de la Légion d'honneur.

## Biographie

### De la ferronnerie à la gastronomie
Auguste Escoffier naît en 1846 à Villeneuve-Loubet, alors dans le département du  Var, de Jean-Baptiste Escoffier (forgeron, maréchal-ferrant, serrurier et fabricant d'outils aratoires) et de Madeleine Civatte. Sa grand-mère est un cordon bleu, trois de ses oncles et sa tante travaillent dans la restauration.
À l'âge de treize ans, et alors qu'il rêve de devenir sculpteur, il est placé en apprentissage comme marmiton au Restaurant Français, l'établissement niçois d'un de ses oncles, où il est initié aux achats, à la cuisine et au service de salle ; il apprend la confiserie des fruits chez un voisin pâtissier. Puis il passe, en 1863, au Cercle Masséna, comme premier aide et devient chef de cuisine au Restaurant des Frères Provençaux, pour la saison d'été, avant d'être engagé au restaurant Chez Philippe. La poire belle Hélène est un dessert à base de poires pochées dans un sirop et nappées de chocolat chaud qu'il aurait créé vers 1864 et nommé d'après l'opéra bouffe de Jacques Offenbach, La Belle Hélène.
À 19 ans, il est engagé au restaurant parisien Le Petit Moulin Rouge, un cabaret mondain situé sur l'actuelle avenue Franklin-D.-Roosevelt où, après avoir d'abord fait de tout, il travaille comme commis rôtisseur puis, 18 mois après son arrivée, chef garde-manger, et enfin chef-saucier. Il découvre un monde brutal où règnent les hurlements, où fumer et boire est une coutume, où les fenêtres restent fermées pour garder la chaleur des plats. Lui-même ne boit pas et ne fume pas pour préserver son palais.
C’est là qu’il prend la décision de devenir le chef de brigade d’un grand restaurant ainsi que de présenter ses plats, en salle, à ses hôtes de marque, notamment lors de l’exposition universelle de Paris en 1867.
Auguste Escoffier y invente de nouveaux plats et les dédie aux convives célèbres comme la salade Eugénie en l’honneur de l’impératrice à l'occasion d'un repas demandé par Abd-El-Kader, ou la coupe Blanche d'Antigny et les noisettes d’agneau Cora Pearl en l’honneur de ces deux célèbres demi-mondaines, les fraises Sarah Bernhardt, la timbale Garibaldi ou le suprême de poulet George Sand.
Au début de la guerre franco-prussienne de 1870, il est nommé chef de cuisine, d'abord au quartier général de l'Armée du Rhin, à Metz, puis au quartier-général du maréchal de Mac Mahon, prisonnier à Wiesbaden, auquel il sert généralement pour le déjeuner un plat d'œufs ou de poisson, un plat de viande avec légumes, un entremets ou un dessert, et du café ; le soir, après le potage, un poisson précède une grosse pièce rôtie de bœuf ou de mouton, une salade, des légumes et le repas s'achève par des entremets et un dessert, suivis d'un café[pertinence contestée].
Son expérience à l'armée lui a appris à utiliser les restes de nourriture, à inventer des recettes pour varier la présentation des sempiternels navets disponibles et celle de la viande de cheval qu'on mangeait (en pot-au-feu ou braisée) pour laisser le bœuf aux malades ; elle va l'amener à étudier la technique de la conserverie alimentaire.
Trois ans plus tard, rentré à Paris après une saison à Nice, il est chef au Petit Moulin Rouge et en 1876, il achète Le Faisan doré à Cannes, un commerce de comestibles auquel il ajoute une salle de restaurant pour les saisons d'hiver.
Il interdit l'alcool et le tabac et instaure une ambiance apaisée dans la cuisine.
Le 15 août 1878 à Antony (département de la Seine), il épouse Delphine Daffis avec laquelle il aura trois enfants  : 
- Paul Jean Marie, né le 18 octobre 1880 à Antony, qui eut une descendance ;
- Charles Daniel, né le 1er septembre 1885 à Paris (14e), mort pour la France le 1er octobre 1914 aux environs de Senones (Vosges), alors qu'il est lieutenant au 363e régiment d'infanterie ;
- Germaine (1894-1977).

Après le décès de son beau-père, l'éditeur Paul Daffis, suivi d'autres décès familiaux, il cède son commerce et prend la direction de la Maison Chevet, à Paris, qui organisait de grands dîners tant dans la capitale qu'en province et à l'étranger (Allemagne, Royaume-Uni, etc.). Il occupe ces fonctions de la fin de 1878 au début de 1884.

### Collaboration avec César Ritz
La décennie 1880 à 1890 connaît la construction d'une série de grands hôtels dans le monde industrialisé, à la suite de l'augmentation des voyages qu'offre le développement du chemin de fer. Escoffier partage son temps entre Paris et Cannes puis, à partir de 1884, entre Monte-Carlo l'hiver où il occupe encore la fonction de chef de cuisine au Grand Hôtel dirigé par César Ritz, et Lucerne où il règne au Grand Hôtel National l'été.
La collaboration d'Escoffier et de Ritz va avoir pour conséquence la création de l'hôtellerie de grand luxe fréquentée par l'aristocratie européenne et les plus célèbres artistes. Les restaurants de ces hôtels rompent avec les anciennes traditions et accueillent en toute respectabilité les dames qui, précédemment, dînaient dans leurs appartements privés ; la salle à manger des hôtels devient le lieu à la mode où l'on peut exhiber ses toilettes, la table personnalisée remplace la table d'hôte.
En 1890, il dirige les cuisines de l’Hôtel Savoy, de Londres. De nombreuses anecdotes subsistent de cette époque : Escoffier servit au prince de Galles une recette de crêpes exquises qu’il proposa de lui dédier, et le futur Edouard VII de lui répondre : « Pas du tout, je n’en suis pas digne. Nous donnerons à cette chose merveilleuse le nom de cette jeune personne qui est avec moi » (il parlait de l'actrice Suzanne Reichenberg), et ainsi furent baptisées les crêpes Suzette. Une autre fois, il réussit à lui servir des cuisses de grenouille, malgré la répulsion des Anglais pour ce batracien, en les lui présentant sous le nom de « cuisses de nymphe ».
Il continue ses créations, comme le suprême de volaille Jeannette, la bombe Néro et la pêche Melba en 1893, dédiée à une cantatrice alors célèbre, Nellie Melba, qui avait triomphé dans Lohengrin, de Richard Wagner.
Il y invente les menus à prix fixes pour minimum quatre personnes et y promeut des produits qu'il fait venir de France, comme les asperges vertes d'Avignon. Mais il veille aussi à ce que les Petites Sœurs des pauvres puissent récupérer chaque matin, pour leur œuvre, la nourriture gaspillée ou à peine défraîchie (marc de café, feuilles de thé, pain de parure, voire cailles, qui avaient été servies aux soupers de la veille et auxquelles il ne manquait que les blancs).
En 1897, César Ritz et Escoffier sont renvoyés du Savoy : Ritz et Echenard, le maître d'hôtel, sont accusés de la disparition de plus de 3 400 £ de vins et spiritueux, Escoffier est accusé de corruption et d'avoir reçu des pots-de-vin de la part de fournisseurs.
En 1898, il organise de façon révolutionnaire (mise en place du fourneau en long avec la plaque coup de feu et le poste d'envoi) l'installation des cuisines du Ritz Paris que la Ritz Development (à laquelle il est associé) fait construire, et il les dirige. L'année suivante, il retourne à Londres pour installer celles du Carlton et y reste jusqu'en 1920, dirigeant une brigade de soixante cuisiniers et perfectionnant une organisation indispensable pour pouvoir servir quelque cinq cents couverts à chaque repas.

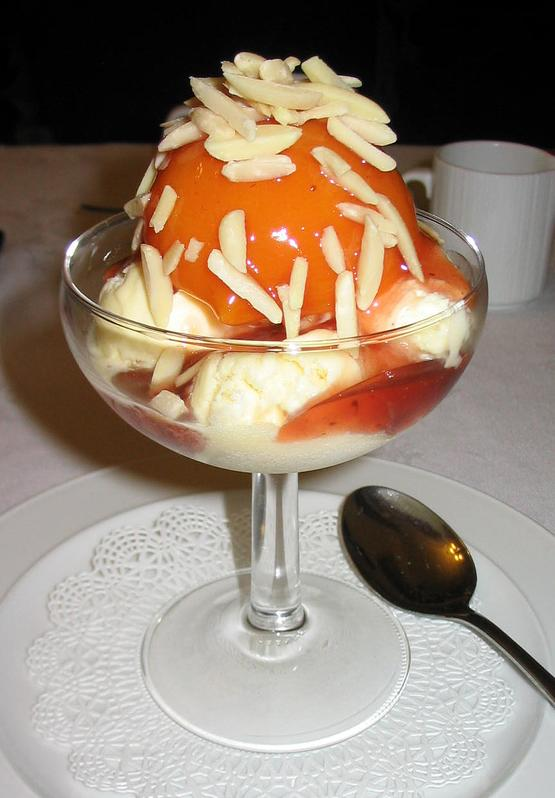
Pêche Melba.
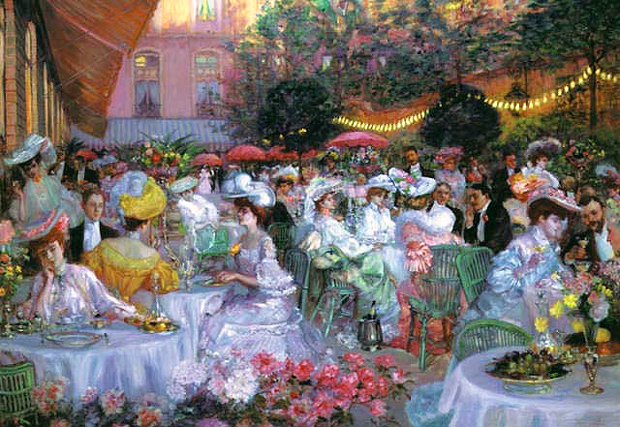
La terrasse de l’Hôtel Ritz de Paris, en 1908, par Pierre Georges Jeanniot.
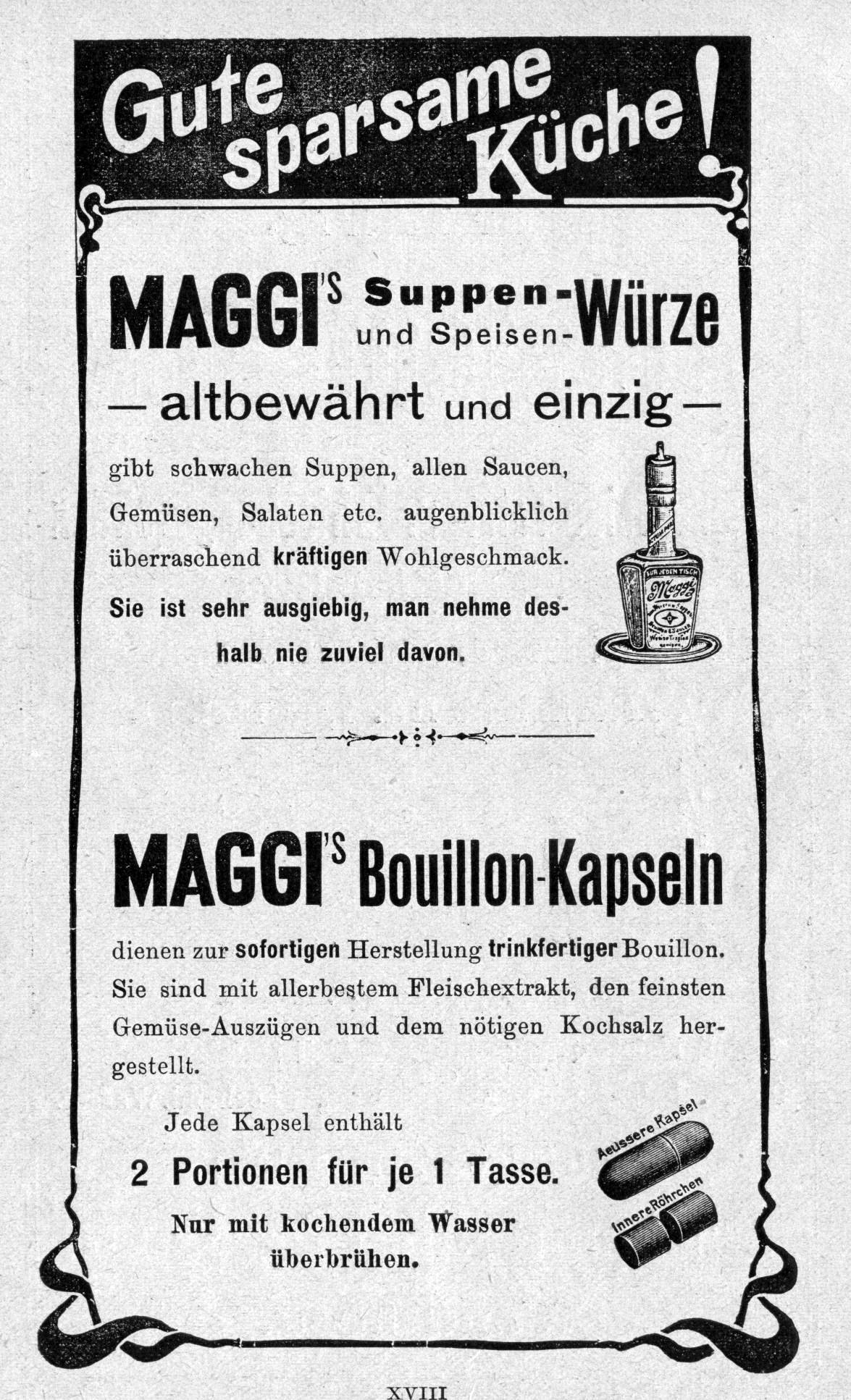
Publicité Maggi (1903).

### Roi des cuisiniers et cuisinier des rois

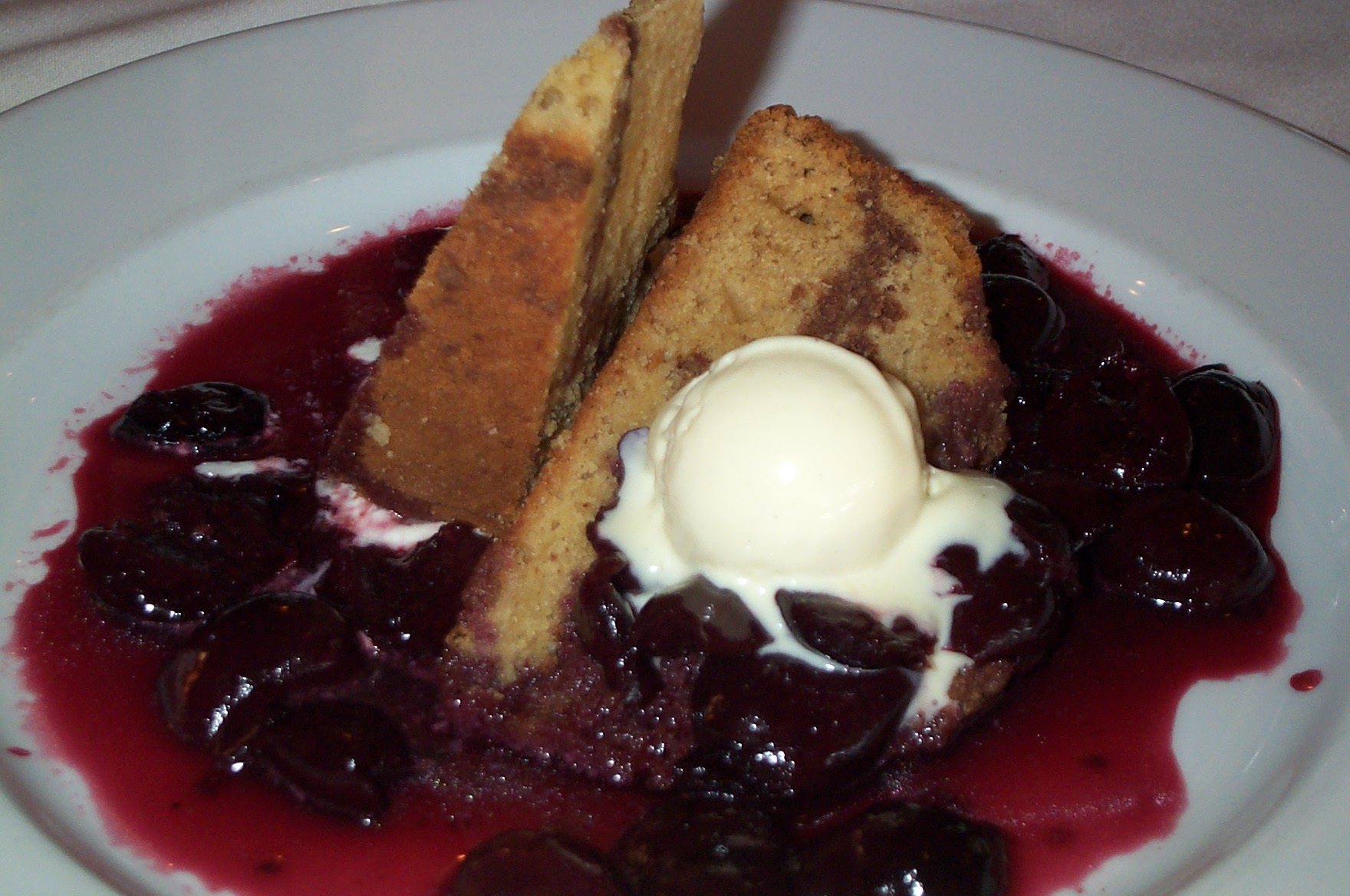
Cerises jubilé, dessert dont la paternité est attribué à Escoffier, à l'occasion du jubilé de diamant de la reine Victoria en 1897.

Ses multiples fonctions ne l'empêchent pas de publier des livres, de composer les brigades de cuisine d'autres nombreux hôtels dans le monde, comme le Ritz de Londres, ni d'aménager les cuisines des paquebots de la Hamburg Amerika Line. En 1906, il y organise un dîner pour l’empereur d’Allemagne Guillaume II qui aurait dit à Escoffier : « Moi, je suis l’empereur d’Allemagne, mais vous vous êtes l’empereur des cuisiniers ! » La phrase, largement reprise dans la presse, serait apocryphe.
En 1911 naît le Carnet d'Épicure, revue fondée à Londres, dont le rédacteur en chef est son ami Th. Gringoire, et par laquelle Escoffier veut contribuer au développement touristique de la France ; la Première Guerre mondiale y met fin en août 1914.
En 1912, il concocte les menus des Dîners d'Épicure, destinés à faire connaître l'excellence de la cuisine française, qui sont dégustés le même jour dans différentes cités. Le premier repas réunit plus de quatre mille convives de par le monde et le dernier, en juin 1914, est réalisé dans 147 villes différentes pour un total de dix mille personnes. Pendant la Première Guerre mondiale, au cours de laquelle son fils cadet meurt en service actif, il continue de diriger ses restaurants.
Le 11 novembre 1919, il reçoit la Légion d'honneur et, en 1928, devient le premier cuisinier officier de cet ordre ; il est également honoré par d'autres pays, dont l'Angleterre. Il rédige la préface du Larousse gastronomique, qui paraît en 1938.
En 1920, il quitte le Carlton et l'Angleterre pour rejoindre sa famille à Monte-Carlo ; il y rédige ses souvenirs, des articles, des recettes. En 1922, il collabore avec la firme Maggi et conseille ses produits aux maîtresses de maison. En 1923, il reçoit la croix de Dannebrog, octroyée par les souverains du Danemark. Il participe à plusieurs expositions culinaires à Francfort, Grenoble et Zurich.
En 1928, il assume la présidence de la World Association of Chefs Societies (en), dont il devient membre fondateur et son premier président.
Il meurt deux semaines après son épouse Delphine et est enterré dans le caveau familial de Villeneuve-Loubet.

## Distinctions
- Officier de la Légion d'honneur (1928).

## Influence

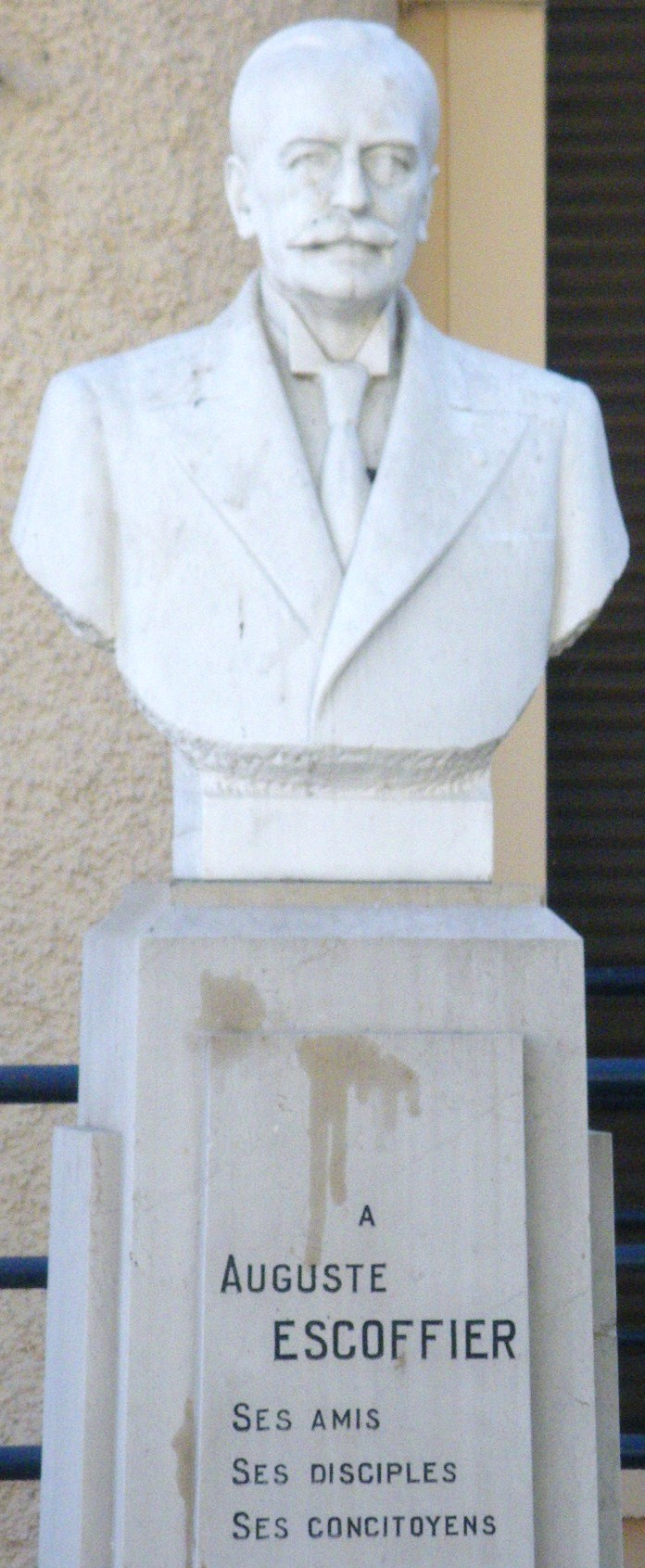
Buste d’Escoffier dans sa ville natale.

Chef le plus célèbre de son temps, Auguste Escoffier a définitivement imposé la connaissance de la cuisine française au niveau international, tant par celle pratiquée dans ses restaurants que par son travail d'écrivain culinaire, prolongeant ainsi et dépassant l'œuvre d'Antonin Carême et de Jules Gouffé.
Cependant, en modifiant l'ordonnance des menus, la préparation des mets, en limitant leur richesse, en éliminant la farine des sauces au profit des fonds et des glaces de viande, en modifiant la structure du travail dans les brigades, il a innové et se trouve à la base de la transformation de l'art culinaire depuis 1918. Il a réussi à faire partager très largement sa conception de cet art : recherche de la perfection dans la préparation et du plaisir de l'esprit lors du repas.
Parlant de l'obligation de modifier la pratique culinaire sous la pression des clients pressés, il affirme : « En un mot, la cuisine, sans cesser d'être un art, deviendra scientifique et devra soumettre ses formules, empiriques trop souvent encore, à une méthode et à une précision qui ne laisseront rien au hasard », et il insiste : « Un changement progressif s'imposera inévitablement dans le régime alimentaire humain. En admettant que la même quantité de principes nutritifs soit nécessaire à nos petits-neveux, ceux-ci devront les chercher dans une nourriture débarrassée en grande partie des matériaux inertes et inutilisables. Cela nous conduit à considérer la diminution du volume des repas comme l'une des nécessités inéluctables de l'avenir et constitue un argument de plus, en même temps qu'une justification nouvelle de notre opinion, en faveur de menus plutôt courts. »
Il a imposé de nouvelles règles de conduite en matière d'hygiène comme de cuisine et formé de nombreux élèves et disciples : Paul Thalamas, Paul Jullemier, Eugène Herbodeau, Joseph Donon, etc.
Escoffier a également mis en évidence le problème du droit d'auteur. Alors que les artistes, les écrivains, les musiciens, les inventeurs sont protégés par la loi, le cuisinier n'a pas de recours contre le plagiat de son œuvre. Un mets qui possède toutes les caractéristiques d'une création individuelle et volontaire, mais qui est largement apprécié et donc préparé en de nombreux endroits, tombe en quelque sorte dans le domaine public, au point qu'on ne sait généralement plus qui l'a inventé, quand, où ni comment.
Près d'un siècle plus tard, son Guide culinaire reste la bible des cuisiniers.
Le Musée Escoffier et de l'art culinaire, situé dans sa maison natale de Villeneuve-Loubet a été labellisé en 2016. Des objets personnels ainsi que son portrait par Cyril de La Patellière sont visibles, répartis dans les dix salles d'exposition de cette demeure de village du XVIIIe siècle.
L'Office des émissions de timbres-poste (OETP) de la principauté de Monaco a honoré sa mémoire par l'émission d'un timbre le 1er décembre 2006.
Différents lycées portent son nom tant en France métropolitaine (lycées professionnels à Cagnes-sur-Mer, commune limitrophe de Villeneuve-Loubet, et à Éragny-sur-Oise) qu’en Nouvelle-Calédonie (lycée hôtelier de Nouméa qui a été célébré par un timbre-poste émis en 1979, suivi d'un autre timbre-poste en 1999 pour le vingtième anniversaire du lycée).

### Ouvrages en français
- Mémoires d'un cuisinier de l'Armée du Rhin (1883).
- La revue L'Art culinaire (1883).

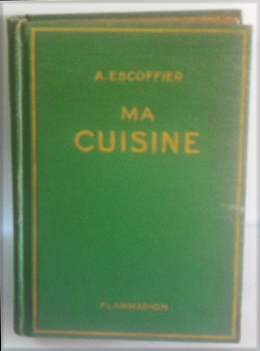
Ma cuisine, 1934. À la Bibliothèque de la Gourmandise.

- Le Traité sur l'art de travailler les fleurs en cire. Paris. Au bureau des Arts Culinaires.1886. 36 p.
- A. Escoffier, P. Gilbert et E. Fétu. Le Guide culinaire. Aide-mémoire de cuisine pratique. Avec la collaboration de Messieurs Phileas Gilbert et Émile Fétu, (Escoffier s'y réfère à Antonin Carême, Urbain Dubois et Émile Bernard : pour les apprentis et les chefs.) Flammarion, Paris, 1903, complété et réédité en 1907, 1912, 1921, Paris, Flammarion, 1948, 942 p. 2009; Paris, Édité par les Disciples d'Escoffier, préface de Michel Escoffier 2012.
- Les Fleurs en cire (1910).
- Projet d'assistance mutuelle pour l'extinction du paupérisme (1910) : un projet de sécurité sociale.
- Le Carnet d'Épicure (1911) : une revue gastronomique dont le rédacteur en chef est Thomas Gringoire.
- Le Livre des menus. Complément indispensable du guide culinaire, Flammarion, Paris, 1912 : pour les cuisiniers. Rééditions : 1922, (fac-similé de l'édition Flammarion de 1922) Paris, Editions du Félin, 1996,
- L'Aide-Mémoire culinaire (1919). Réédition fac-similé L'Aide-Mémoire culinaire. Suivi d'une étude sur les Vins français et étrangers. Préface de Michel escoffier. Paris, Flammarion, 2012. 360 pp.,
- Guide de la bonne cuisinière contenant de nombreuses recettes nouvelles. Paris, Bouillon KUB, sans date circa 1924, 72 p. Préface  d'Auguste Escoffier datée du 6 octobre 1922 et ventant les produits Bouillon KUB.
- Collectif A. Escoffier, P. Gilbert, P. Montagné, C. Monselet, etc. La Revue Culinaire. Le centenaire de Monselet. n° 57. Juin 1925. Paris, Société des cuisiniers de Paris. 1925
- Le Riz. L’aliment le meilleur, le plus nutritif. 120 recettes pour l’accommoder. Paris : Flammarion, 1927. Réédition, Bordeaux, Agora, 1997, Menu Fretin 2016. Lire sur le site Gallica   (ISBN 9782917008942)
- La Vie à bon marché. La morue (1929) : à destination des gens à moyens réduits.
- Ma cuisine (1934) : destiné aux maîtresses de maison.
- Souvenirs culinaires, Van Nostrand Reinhold. 1997. Réédition Pascal Ory (dir.), Mercure de France, coll. Le Temps retrouvé, 2011, 256 p.  (ISBN 978-2715232365).

#### Monographies
- Eugène Herbodeau et Paul Thalamas, Auguste Escoffier, Practical Press L.D.T., Londres, 1955.
- Auguste Escoffier. Souvenirs inédits, Jeanne Laffitte, 1985, p. 193  (ISBN 978-2862760926).
- A. Escoffier et Paule Neyrat. Le Livre des recettes. 45 menus de 45 chefs étoilés réunis par Paule Neyrat. Paris, Fondation Auguste Escoffier - les Editions Contemporaines - Edition du Félin, 1997.
- Michel Gall, Le Maître des saveurs. La vie d'Auguste Escoffier, De Fallois, coll. « Biographies », Paris, 2000, 309 p.  (ISBN 978-2877064002).
- James Kenneth. Auguste Escoffier et César Ritz. Les rois de l'hôtellerie moderne. Périgueux, Edition Pilote Collection Gastronomie, 2008, 392 p.
- Patrick Rambourg, Histoire de la cuisine et de la gastronomie françaises, Paris, Perrin, coll. « Tempus », no 359, 2010, 384 p.  (ISBN 978-2-262-03318-7).
- Jean-Marc Boucher, Auguste Escoffier. Préceptes et transmission de la cuisine de 1880 à nos jours, préface de Michel Escoffier, coll. « Questions alimentaires et gastronomiques », Paris, L'Harmattan, 2014, p. 266  (ISBN 978-2-343-03549-9).
- Association des Bibliothèques Gourmandes, "Escoffier : un engagement social et humaniste", Papilles, n°53, sous la direction de Julia Csergo, juin 2020[24].

### Ouvrages et traductions en anglais
- Ma Cuisine. Translated from the French by Vyvyan Holland. London, Paul Hamlyn, 1966; Réédition 1979. 884 p.
- The Illustrated Escoffier: Recipes from the French Classic Tradition. Heinemann. 1987  (ISBN 9780434902675)
- Auguste Escoffier: Memories of My Life. Van Nostrand Reinhold, 1997. 252 p.  (ISBN 9780442023966)
- Auguste Escoffier. 2000 Favourite French Recipes Ticktock Books Ltd, 2007.  (ISBN 9780753714812)

#### Monographies
- Auguste Escoffier, un des Grands Maîtres de la Cuisine Française - 1846-1935. en anglais, non daté.
- Timothy Shaw. The World of Escoffier. London, Zwemmer. 1994. 168 p.  (ISBN 9780302006207)
- N. M. Kelby. White Truffles in Winter (les relations d'Escoffier avec Sarah Bernhardt et Delphine Daffis). WW Norton & Co, USA. 2012. réédition Alma Books Ltd, UK. 2013. (ISBN 9781846882470)
- Steven Rinella. The Scavenger's Guide to Haute Cuisine: How I Spent a Year in the American Wild to Re-Create a Feast from the Classic Recipes of French Master Chef Auguste Escoffier. Spiegel & Grau, 2015.  (ISBN 9780812988444)
- D B Gilles. Escoffier's Menu. Independently Published, United States. 2019
- Luke Barr. Ritz and Escoffier: The Hotelier, The Chef, and the Rise of the Leisure Class. Random House USA Inc, 2020.  (ISBN 9780804186315)

### Ouvrages et traductions en autres langues
- (nl) Ma Cuisine. Escoffier voor iedereen. Vertaald door Jill Elegeer. Utrecht, Hes. 1988. 892 p.